# زنسترا ۲۹۴۵
سیارک ۲۹۴۵ (به انگلیسی: 2945 Zanstra، نامگذاری:1935ST1) دو هزار و نهصد و چهل و پنجمین سیارک کشف شده‌است که در ۲۸ سپتامبر ۱۹۳۵ کشف شد.
قدر مطلق سیارک برابر ۱۲٫۲۰ است.